# Jonathan Morsay
Jonathan Morsay, född 5 oktober 1997, är en svensk-sierraleonsk fotbollsspelare som spelar för cypriotiska AEL Limassol.

## Klubbkarriär
Morsays moderklubb är Kubikenborgs IF. Han gick efter några år över till GIF Sundsvall. Morsay gjorde allsvensk debut den 15 oktober 2016 i en 1–1-match mot Falkenbergs FF, där han byttes in i den 62:a minuten mot Sebastian Rajalakso. Tre dagar senare skrev Morsay på ett tvåårskontrakt med GIF Sundsvall. I mars 2016 förlängdes Morsays kontrakt med ytterligare två år fram till 2020. Den 13 februari 2019 lånades Morsay ut till IK Brage på ett låneavtal över säsongen 2019.
Den 29 januari 2020 värvades Morsay av italienska Serie B-klubben Chievo, där han skrev på ett 2,5-årskontrakt. I februari 2021 lånades Morsay ut till rumänska Dinamo București på ett låneavtal över resten av säsongen 2020/2021. Den 6 augusti 2021 värvades Morsay av grekiska Panetolikos, där han skrev på ett tvåårskontrakt.
I juli 2023 värvades Morsay av cypriotiska AEL Limassol, där han skrev på ett tvåårskontrakt.

## Landslagskarriär
Morsay spelade två matcher för Sveriges U19-landslag under 2017. Han debuterade för Sierra Leones landslag den 24 mars 2022 i 3–0-förlust mot Togo.